# Carl Fredrik Hill
Carl Fredrik Hill (født 31. maj 1849 i Lund i Skåne; død smst. 22. februar 1911) var en svensk tegner og maler, som i begyndelsen især malede landskaber og senere (1883-1911) mange tegninger og skitser, hvoraf mange findes på Malmø Kunstmuseum.
Hill studerede  1871-73 på Kunstakademiet i Stockholm og rejste 1873 til Paris, hvor han arbejdede til 1878. Et af hans malerier blev udstillet på Parisersalonen i 1875. I sensommeren 1876 opholdt han sig i den lille by Luc-sur-Mer i Normandiet og malet stejle klippepartier ved kysten og strande ved lavvande.
Efter farens og en søsters død blev Hill syg i 1878, og efter et par hospitalsophold tog han ophold i familiens hus i Lund fra 1883 til sin død 1911, hvor han blev plejet af moren og en anden søster Hedda. I denne lange periode arbejdede han ofte lige så intensivt som i Frankrig. Han fik inspiration fra illustrerede bøger og magasiner såvel som fra egne tidlige værker, der omgav ham i hjemmet.

## Galleri
| - Tidlig periode. Især landskaber - Træet og flodbøjningen, 1877 Trädet och flodkröken (Fransk flodlandskab, Bois-le-Roi) - Blomstrende frugttræ, 1877 - Villa ved Seinen, Bois-Le-Roi, 1877 |

| - Sen periode 1883-1911. Mange tegninger og skitser - Vandrende træer, ml.1883 og 1911 - Figurer, ml.1883 og 1911 - Uden titel, (Orientalsk interiør), ml.1883 og 1911 - Familie, variation nr. 1, ca. 1900 - Mod frelsen, ca. 1900 |

| - Flere af Hills værker - Stejl trappe i Montigny-sur-Loing, 1876 - Landskab med drivende skyer, 1876 - Flodlandskab, Champagne, 1876 - Flodlandskab II med vaskekone, 1876 (hvid prik t.v.) - Stranden ved Luc, 1876 - Blomstrende æbletræ, 1877 - Kirkegården, 1877 - Fransk flodlandskab, Bois-le-Roi, 1877 - Route de Paris II, 1877 - Seinen. Motiv fra St. Germain, 1877 - En kop te, ca. 1900 - Uden titel (orientalisk interiør) (udatered) - Uden titel (landskab med løve) (udatered) - Hånd og Hoved (udatered) - Figurer på guldgrund. Komposition fra hans sygdomsperiode (udatered) |